# Общак (ОПГ)
«Обща́к» — крупное организованное преступное сообщество, действовавшее с середины 1980-х по конец 2000-х годов на Дальнем Востоке России. Группировка появилась в СССР в середине 1980-х годов в Комсомольске-на-Амуре. В 2000-х годах «Общак» являлся крупнейшей и одной из самых могущественных преступных организаций России, имеющей связи на международном уровне. После приговора лидерам в 2009 году «Общак» фактически разделился на небольшие группировки и отдельных участников, контролирующих отдельные районы.

## Создание группировки
В середине 1980-х годов в Комсомольске-на-Амуре ранее судимый Евгений Васин («Джем») создал мощную преступную группировку. В неё вошли уголовники-рецидивисты, спортсмены, участники уличных банд. Джему удалось объединить всех бойцов, взять под свой контроль и возглавить крупный преступный клан. К 1990-м годам, с появлением первых частных предприятий и рынков, группировка набрала особую силу. Джем создал «общак» группировки, куда стекались все доходы, полученные криминальным путём. Со временем группировку Джема так и стали называть — «Общак».

## Структура
Дальневосточный воровской общак, созданный и поддерживаемый ворами в законе, представлял собой разветвленную структуру, связанную с сибирским общаком и московским центром. В каждом городе, населенном пункте и районе были «ответственные», у которых в свою очередь имелись подчиненные, отвечающие за улицы, микрорайоны, за определённый вид деятельности. Существовал и ответственный от московского общака — «вор в законе» Отари Георгиевич Тоточия по кличке Батя (данные ДВ РУОП на начало 1998 года).
ОПГ «Общак» имела строгую дисциплину и четко выраженную иерархическую структуру с распределением ролей между подчиненными преступными группировками и доходов, полученных в результате преступной деятельности.
Вот какие показания по поводу структуры «Общака» дал осужденный пожизненно в 2003 году участник сообщества Павел Ревтов:

Верховную роль в «Общаке» играет главный «вор в законе», ему подчиняются другие воры. За ним идут «ответственные» по районам и кварталам. Последним подчиняются все судимые, а также «мужики», то есть те, кто нормально относится к «Общаку» и может оказать помощь. Квартальные следят и за молодёжью старше 14 лет, судимыми и несудимыми. Все «ответственные» имеют мобильную связь. Есть у нас и специальные квартиры — «базы», где наши регулярно дежурят. После краж часть денег обязательно сдается в общую казну — общак — «ответственному» по кварталу, который половину отдает «ответственному» за район, а тот уже отдает процент самому «вору в законе». Поступают деньги также от предпринимателей, от торговых точек и киосков.
Кроме того по городу регулярно курсировали патрули («бригады»), которые устраняли разного рода «беспредел»: вылавливали и били мелких воров и хулиганов, не входящих в «Общак», диких воров и хулиганов — «чертей», боролись с «неформалами», хиппи, панками, наркоманами и т. д. и вообще «следили за порядком».
В Комсомольске-на-Амуре были даже общественные приемные с обязательным российским флагом у входа, куда можно было обратиться за помощью в случае ограбления — за определённый денежный процент краденную вещь, например, автомобиль, возвращали..

## Группировка в 1990-е
В 1990-е годы «общаковские» активно действовали в Комсомольске-на-Амуре, Хабаровске, Петропавловске-Камчатском, Якутске, Магадане и Южно-Сахалинске. В морских портах бандиты «Общака» контролировали разгрузку китайских товаров, японских автомобилей, продуктов питания. Там, где добывали лес, «общаковские» наладили контрабандные поставки древесины в Китай, Корею и Японию. Рыбная отрасль тоже попала в поле зрения ОПС «Общак». Бандиты отслеживали поставки в зарубежные страны ценных пород рыбы и камчатского краба.
В 1986 году, недавно вышедший из тюрьмы Васин, назначил смотрящим за Хабаровском Владимира Податева по кличке «Пудель». Позже тот вместе с «финансистом» Хабаровского общака Игорем Риммером создал сначала организацию помощи заключенным «Свобода», а после её закрытия — ассоциацию «Единство» с аналогичными функциями. После конфликта с Джемом и обострением отношений с краевой администрацией в 1995 году Податев перебрался из Хабаровска в Москву. В 1998 Риммер был убит.
Для усиления своей власти Евгений Васин короновал нескольких своих людей в «воры в законе» (примечательно, что двое из них никогда не были судимы). Летом 1995 года в Москве один из «законников» — Беляев по кличке Беляй, был убит киллерами конкурирующей группировки.
Практически все регионы Дальнего Востока (за исключением Приморского края) платили в кассу «Общака». В Приморском крае «Общаку» не удалось утвердить свою власть из-за того, что там были сильны местные криминальные группировки. Иногда участники этих группировок убивали «общаковских», которые пытались поставить криминальную деятельность в регионе под контроль «Общака». Вместе с тем, влияние группировки в Приморском крае было достаточно сильным.
По решению высшего совета ОПС «Общак», в который входили коронованные воры в законе и сам Джем, «смотрящим» за Хабаровским краем был назначен Виктор Киселев по кличке Кисель. Ему подчинялись все группировки региона, которые специализировались на автоугонах, грабежах, разбоях, торговле наркотиками и оружием. Главари этих банд ежедневно сдавали кассиру Киселя деньги. Собранное потом переправлялось в Комсомольск-на-Амуре.
Со временем у Киселя появилось много врагов. Его жестокие методы не нравились коммерсантам и участникам других ОПГ. Поэтому Киселев обзавелся надежной охраной. Среди его бойцов оказался и бывший учитель физкультуры Юрий Масленников (кличка «Краб»), будущий «смотрящий» за Хабаровским краем.

Могила «Соседа» и его водителя.

8 июля 1996 года Виктор Киселев был убит. Заказчика его убийства так и не установили, а исполнитель был впоследствии убит в колонии по приказу «общаковских». На сходке воров в законе в штаб-квартире «Общака» в Комсомольске-на-Амуре было решено назначить нового «смотрящего» за Хабаровским краем. Им стал активный участник «Общака» Сергей Меркумьянцев (кличка «Сосед»).
18 сентября 2001 года на Соседа было совершено вооруженное нападение, когда он ехал в автомобиле. Его водитель был убит на месте, сам Меркумьянцев ранен и позже умер в больнице.
«Смотрящим» по Хабаровску в том же 2001 году стал Юрий Масленников. Эту должность он получил благодаря Евгению Васину.

## Теракт «Общака»
Самым жестоким преступлением «Общака» был поджог кафе «Чародейка». Как установило следствие, план поджога возник зимой 2001 года у лидера организованной преступной группировки «Общак» Евгения Васина. 20 февраля на поминках по своему брату он обсудил этот замысел с местными «ворами в законе» Олегом Шохиревым (Леший), Эдуардом Сахновым (Сахно), Сергеем Лепешкиным (Лепеха). Джем хотел нанести удар по предпринимателям — депутату городской думы Эдгарду Зайцеву и братьям Рафику и Марату Асаевым. Предприниматели, выкупив шлакоотвал у металлургического предприятия «Амурметалл», не захотели делиться с «Общаком» доходами от бизнеса по переработке и сбыту металлолома. Само кафе «Чародейка» принадлежало Марине Филоненко, арендовавшей помещение у Зайцева. Лидеры «Общака» рассчитывали поджогом припугнуть бизнесменов, которые предпочитали бандитской «крыше» милицейскую защиту.
В тот же день Евгений Васин отдал распоряжение кассиру «Общака» Андрею Макаренко («Макар») устроить поджог кафе. Вечером 22 февраля в «Чародейку» ворвались четыре человека в масках. Это были участники «Общака» Станислав Мигаль, Павел Ревтов, Евгений Просветов и Владимир Баженко. Нападавшие забросали помещение банками с зажигательной смесью (в том числе и у порога, чтобы отсечь людям в кафе дорогу к выходу). Пламя моментально распространилось по заполненному посетителями кафе. Нападавшие скрылись на машине, которой управлял Анатолий Гавриленко (он же приготовил бензин для изготовления горючей смеси). На месте налета остался только Баженко, который удерживал главный выход из кафе, чтобы не дать посетителям выбежать из горящего здания.
В результате поджога четыре посетителя кафе сгорели заживо, ещё четверо скончались в больнице, более 20 людей получили тяжелые ожоги и отравления угарным газом. Все погибшие и большинство пострадавших были молодыми людьми в возрасте от 15 до 25 лет.
Обгорел и Баженко, его видели бежавшим по улице практически без одежды. Милиция сразу нашла предполагаемых исполнителей. Макаренко, Ревтов, Мигаль и Просветов были задержаны. В одном из гаражей был обнаружен повешенным Баженко. Его убили Макаренко и Мигаль, поскольку Баженко, получив ожоги, не мог обойтись без медицинской помощи. «При обращении Баженко в больницу он попал бы в поле зрения правоохранительных органов и мог выдать всех причастных к поджогу лиц. Реализуя план Макаренко, исполнители вывезли Баженко к гаражу, где, накинув ему на шею петлю из веревки, лишили его жизни. Другой конец веревки преступники привязали к крыше гаража, тем самым инсценировав самоубийство» — рассказал сотрудник краевой прокуратуры. Спустя четыре года гособвинение смогло доказать, что Баженко был убит именно по приказу Макаренко.
Лидеры «Общака» понимали, что нужно всеми силами отводить от себя подозрения в поджоге, поскольку такое преступление даже в криминальном мире считалось бы ужасным и «беспредельным». В школах и училищах Комсомольска-на-Амуре стали появляться люди, убеждавшие учеников, что «Общак» не имеет к этому преступлению никакого отношения. Был даже организован сбор подписей в защиту четырёх убийц, обвиняемых в поджоге.
Арестованный по делу о поджоге «Чародейки» лидер «Общака» Евгений Васин умер в СИЗО в 2001 году.
С сентября 2002 года начался закрытый процесс по делу о поджоге «Чародейки». Обвиняемым инкриминировались убийство, совершенное общеопасным способом (ст. 105 ч. 2 п. п. а, д, е, ж УК РФ), терроризм (ст. 205 ч. 3 УК РФ) и умышленное уничтожение чужого имущества (ст. 167 ч. 2 УК РФ). На процессе было опрошено около 150 свидетелей со стороны обвинения, поддерживаемого отделом Генпрокуратуры в Дальневосточном федеральном округе, и защиты.
Все подсудимые не признали своей вины, утверждая, что в момент преступления находились дома. Алиби обвиняемым представили их родственники. От собственных показаний во время следствия отказались на суде обвиняемые Ревтов и Макаренко. Андрей Макаренко заявил суду, что находился в невменяемом состоянии, под воздействием психотропных средств. Однако медицинская экспертиза и проверка видеозаписи следственных действий установили обратное.
Из всех подсудимых наиболее активно вел себя на процессе именно Макаренко. По его словам, поджог кафе был инсценировкой милиции, затеянной, чтобы «подставить» их группировку. Подсудимый настаивал, что трупы «привезли откуда-то», а пострадавшие (многие из которых остались инвалидами) обгорели вовсе не в «Чародейке».
Осенью 2003 года вор в законе Сергей Лепешкин, один из тех, с кем Евгений Васин обсуждал идею поджога «Чародейки», осужденный в январе 2003 года на 6 лет за хулиганство, был обнаружен повешенным в камере. Предполагается, что он был убит за то, что получил «звание» вора в законе «не по заслугам».
11 декабря 2003 года на выездном заседании Хабаровского краевого суда в Комсомольске-на-Амуре председательствующий судья огласил приговор по делу о поджоге «Чародейки». На оглашение впервые за весь процесс была допущена пресса, однако адвокаты подсудимых запретили съёмку своих подопечных в зале суда. Все подсудимые признаны виновными по всем статьям обвинения. Суд назначил Макаренко, Мигалю, Просветову и Ревтову пожизненное заключение, Гавриленко был приговорен к 20 годам лишения свободы. У них было конфисковано имущество в погашение судебных издержек, материального и морального ущерба (около 5 млн руб.).
В тот же день, 11 декабря, Гавриленко был обнаружен в одиночной камере СИЗО Комсомольска-на-Амуре повешенным на шнурках от собственных кроссовок. Рядом с ним лежала предсмертная записка, в которой он прощался с родственниками.

## «Общак» в 2000-е годы
Преступное сообщество лишилось своего лидера. «Общаку» был нанесен удар. Руководителями сообщества стали Эдуард Сахнов, Олег Семакин и Олег Шохирев.
По данным правоохранительных органов, в 2000-х годах в «Общак» входило более четырёх тысяч человек, из которых около 400—450 были активными участниками преступного сообщества.
В мае 2002 года в газете «Молодой дальневосточник» была опубликована статья «Хулиганстеры», в которой рассказывалось о том, как воры в законе Лепешкин и Шохирев проникли в чужой дом и нанесли тяжкие травмы человеку. В статье назывались адреса воровских «баз», откуда координировалась вся «общаковская» преступная деятельность, куда стекалась информация, сообщалось о постах охраны в домах, где живут преступные авторитеты, о системе быстрого выдвижения большого количества вооруженных бандитов к местам конфликтов.
Воры в законе Сахно и Ева встретились со своим «смотрящим» за Хабаровском Юрием Масленниковым и приказали тому передать поручение лидеру «Общака» в Железнодорожном районе города Олегу Ильяшевичу организовать нападение на главного редактора газеты Олега Чугуева. 20 декабря бандиты избили арматурными прутьями Чугуева и его жену в подъезде их дома.
Под контролем преступного сообщества в 2000-х годах были торговля автомобилями (от поставок, в том числе и контрабандных, до транспортировки в различные регионы страны), морской промысел (законный и незаконный), браконьерская заготовка и продажа леса, морские транспортные перевозки, розничная торговля бензином и такие нелегальные сферы как проституция, кражи, угоны автотранспорта, вымогательство. «Общак» делал несколько попыток проникнуть в бизнес, связанный с якутскими алмазами, и даже в проект «Сахалин-1». Участники группировки совершали убийства, разбои, пытки, ограбления квартир, похищения людей, занимались наркоторговлей.
В июле 2007 года комиссия Минобороны России начала расследование информации о том, что «Общак» обложил данью одну из воинских частей 18-й пулемётно-артиллерийской дивизии. «Промысел» организовал местный криминальный авторитет, неоднократно судимый Руслан Кобец. Участники молодёжного крыла «Общака» вели настоящую охоту на солдат и офицеров за пределами воинской части, избивали их и отбирали деньги, которые потом шли в бюджет «организации». Командующий 5-й армией генерал Анатолий Сидоров провёл в Уссурийске военный совет, чтобы обсудить обстановку. В ходе совета выяснилось, что участники «Общака» пытались требовать деньги у элитной 83-й десантно-штурмовой бригады в Уссурийске, но получили там жёсткий отпор и оставили эту идею.
Расследование уголовных дел по «Общаку» показало, что в каждом квартале Комсомольска-на-Амуре была оборудована так называемая база (всего их было выявлено 26), откуда криминальные бригадиры руководили низовыми преступными ячейками. Впоследствии в ходе обысков были изъяты компьютерные базы данных, списки всех горожан с их паспортными данными, сведениями обо всех автомобилях, зарегистрированных в городе, огромный архив видеоматериалов компрометирующего содержания. В «Общаке» скрупулёзно велась бухгалтерия. Все поступления четко фиксировались и распределялись по указанию руководителей сообщества. Любой участник «Общака», который освобождался из мест лишения свободы, мог рассчитывать на получение «подъемных» в размере до 100 тысяч рублей.
Генерал-майор милиции Владимир Овчинский в 2007 году писал, что, по данным МВД, «Общак» контролирует более 300 предприятий Дальнего Востока (причем наиболее прибыльных), в том числе 50 предприятий федерального значения. По мнению Владимира Овчинского, деятельность группировки «дошла до явной социальной патологии, угрожающей национальной безопасности страны».

## Участие несовершеннолетних в деятельности «Общака»
В преступную деятельность «Общака» были вовлечены несовершеннолетние. Ещё в начале 1990-х годов «Общак» организовал в окрестностях Комсомольска-на-Амуре лагеря для подростков. Там подростки, как правило из трудных семей, проходили спортивную подготовку и обучались азам воровского дела. Преподавателями у них были лица, судимые не менее двух-трех раз. Через эти воровские школы прошли подготовку сотни подростков Комсомольска-на-Амуре, которые потом становились «смотрящими» по микрорайонам и учреждениям города. Только после смерти Джема в 2001 году эти базы на пригородных островах под Комсомольском-на-Амуре были ликвидированы силами милиции.
С подростками велась продуманная идеологическая работа, внушались воровские понятия. Дети с малолетства вовлекались в совершение тяжких преступлений. Дело дошло до того, что в 2006 году в Управлении образования при администрации Комсомольска-на-Амуре состоялось экстренное совещание. Мэр города Владимир Михалев ознакомил собравшихся с результатами прокурорской проверки, в ходе которой выяснилось, что половина школ Комсомольска-на-Амуре находится под контролем «Общака». Мэр констатировал, что «директора уже давно не обладают властью в своих школах города, а неформальные лидеры пользуются авторитетом и влиянием, не меньшим, а в некоторых случаях даже большим, чем зрелые педагоги».
По данным заместителя прокурора Комсомольска-на-Амуре Валерия Козлова, в половине городских школ помимо официальных директоров существовали и теневые «руководители» — так называемые смотрящие. Это были старшеклассники, ученики тех же школ, которые являлись участниками структур «Общака». В ходе следствия было установлено, что они отвечали за сбор денег и продуктов для осужденных в школах. Чай, сигареты, консервы, 30 рублей с учащихся еженедельно — таковы, по сведениям прокуратуры, были «ставки» школьных поборов. Отказ поддерживать «подогрев зоны» всегда заканчивался издевательствами и избиениями.

## Война с «крабовскими»
Весной 2004 года возникли серьёзные разногласия между ворами в законе Комсомольска-на-Амуре и «ответственным» за Хабаровск Юрием Масленниковым — Крабом. Краб, по их понятиям, своевольничал, не всегда выполнял воровские поручения, меньше денег стал собирать в «общак». Сахнов сместил Краба с «поста» «смотрящего» за Хабаровском. Кроме того, лидер «Общака» дал указание отработать стандартную схему по разграблению имущества человека, вышедшего из рядов «Общака». У Краба забрали всё, что смогли.
Воры в законе объявили, что долги Краба должен отдавать и один из его близких помощников Сергей Иванов (по кличке «Иванчик»). У него забрали 150 тысяч долларов, коттедж, автомобили «Мерседес» и «Лексус», сожгли автомобиль его жены.
Был убит один из влиятельных участников «Общака», владелец гостиничного комплекса «Карат» Александр Былков (кличка «Миротворец»). Киллеры расстреляли его автомобиль из автоматов. Былков погиб на месте. Это убийство совершили «крабовские», предположительно по приказу Масленникова, который ранее угрожал Былкову убийством.
Месть воров в законе Крабу и его окружению достигла апогея, когда в августе 2004 года на 136-м километре автотрассы Хабаровск-Комсомольск-на-Амуре автоматным огнём была обстреляна машина «Мерседес-Бенц», принадлежащая Сахнову. Сам Сахнов не пострадал, но были ранены двое его охранников. «Общаковские» расправились с предпринимателем Бубновым, который на свою беду просто ехал по этой трассе в то время. Его похитили, пытали, прострелили колено и отрезали голову. Подозрение в организации покушения пало на Краба. Знание воровских нравов заставило Масленникова срочно уехать с дальневосточных пределов в Москву. Это спасло его от расправы. Из окружения Масленникова стали похищать и убивать людей. Кроме того, «общаковские» стали преследовать его семью, друзей, людей из его окружения (при том, что воровские «понятия» запрещают такие действия). «Общаковские» пытались похитить дочь Юрия Масленникова, стреляли по окнам квартиры его родителей, избили его отца. На брата Масленникова — Геннадия — было совершено множество покушений. Сахнов требовал, чтобы Геннадий вернул долг брата «Общаку» — два миллиона долларов. Близкого друга Геннадия — Вадима Феоктистова — убили, чтобы устрашить братьев Масленниковых.
Один из участников покушения на Сахнова покончил с собой. Боевики «Общака» заманили в ловушку и похитили Николая Комкова — участника одной из «крабовских» бригад. Его тело так и не нашли. Пропал без вести и водитель Масленникова. Киллеры «Общака» убили племянника Юрия Масленникова. Был похищен Сергей Кострюков (кличка «Молодой») — правая рука Иванчика. Его тоже подвергли пыткам, узнавали, где скрывается Краб. Кострюкова прятали на одной из воровских квартир. Там его обнаружили и освободили милиционеры.
Впоследствии, в интервью телепередаче «Честный детектив», Юрий Масленников так сказал о комсомольских ворах в законе:

Я думаю, что была последняя капля, когда я решился дать показания, это когда убили моего племянника, охранявшего моих детей. Его порубили в доме, я не знаю, саблями или ножами большими, мачетами, его всего изрубили. Ну просто уже край. Воровские понятия — это блеф, это пыль. Для общественности они говорят, то есть для тех кто их слушает они говорят одно, а то что они принимают — они узким кругом принимают решения. А на улице уже своим «бродягам» и всем говорят другое. Они говорят, что нельзя трогать семью, это неприкосновенно, но это не факт, потому что пытались похитить моего ребенка, пытались похитить мою дочь, избили моего отца. А при чем тут они? Вот их воровские понятия. Я не хочу на себя лавры вешать, но я думаю, что если бы я не захотел дать показания, они бы сейчас гуляли на свободе.
Также Масленников заявил, что он непричастен к убийству Былкова и к покушению на Сахнова.

## Аресты
Операция против «Общака» началась в ночь с 13 на 14 мая 2005 года. В ней участвовало более ста милиционеров, как Комсомольска-на Амуре, так и прибывших из Хабаровска. Обыски и облавы проводились примерно по сорока адресам. В результате в отделения милиции было доставлено около тридцати человек. Большинство из них после профилактических бесед, фотографирования и дактилоскопирования отпустили. Под стражей остались «воры в законе» Олег Шохирев (Малек), Эдуард Сахнов (Сахно) и Олег Семакин (Ева), а также несколько криминальных авторитетов.
По месту их жительства и на так называемых квартирах-базах, принадлежащих ОПС, практически за одни сутки был проведен двадцать один обыск. Как рассказал начальник Оперативно-розыскного бюро Главного управления МВД России по Дальневосточному федеральному округу Александр Таталин, было изъято большое количество вещественных доказательств, в том числе видеоматериалы и личные записи, которые прямо или косвенно свидетельствуют о преступной деятельности не только арестованных лидеров, но и их окружения. Практически во всех адресах встречался портрет покойного основателя криминального сообщества Евгения Васина, больше известного как Джем или Батя и входившего в своё время в десятку крупнейших «воров в законе» России и СНГ.
14 мая все задержанные были доставлены в один из райсудов Комсомольска-на-Амуре, в который местная прокуратура обратилась за санкцией на их арест. Понимая, что усилиями только местных адвокатов вернуть свободу «общаковским» не удастся, их родственники вызвали защитников из Хабаровска.
Уже в суде выяснилось, в чём подозревают лидеров «Общака». Прокуратура Хабаровского края возбудила в отношении них уголовное дело по 210-й статье УК («Создание преступного сообщества или участие в нём»). На заседании представители прокуратуры говорили о том, что, находясь на свободе, лидеры «Общака» могут скрыться от следствия, оказать давление на свидетелей или других участников процесса. Предложенный адвокатами вариант освобождения под подписку или залог (при этом назывались весьма внушительные суммы) суд не принял. Задержанные ранее проходили по уголовному делу, связанному с поджогом кафе «Чародейка» в Комсомольске-на-Амуре в 2001 году.

## Судебные процессы
В 2007 году начался судебный процесс над лидерами «Общака». Рассмотрение дела в суде присяжных проходило в закрытом режиме. В ходе судебного процесса группировка оказывала сильное давление на присяжных, свидетелей и пострадавших. По данным следствия, на развал своего уголовного дела лидеры «Общака» потратили около 300 миллионов рублей.
Когда судья в связи с отказом части заседателей от участия в процессе решила распустить коллегию и направить дело на новое рассмотрение, заместитель генерального прокурора России в Дальневосточном федеральном округе Юрий Гулягин назвал это попыткой развала уголовного дела с помощью коррумпированных чиновников. Число присяжных в ходе процесса сократилось в два с лишним раза.
6 мая 2009 года процесс против одиннадцати участников преступного сообщества, которые обвинялись в убийствах, похищениях людей, кражах, торговле наркотиками, угонах машин и вовлечении несовершеннолетних в занятие проституцией, был завершен. Троих подсудимых коллегия присяжных оправдала. Двое из них были выпущены из-под стражи в зале суда.
Для остальных подсудимых из двух десятков статей обвинения суд оставил лишь две. Гособвинению удалось доказать вину подсудимых по 210 статье УК РФ — «Организация преступного сообщества». Организаторами «Общака» судом были названы трое: Эдуард Сахнов, Олег Семакин и Олег Шохирев. Они получили беспрецедентные сроки заключения: Сахнов приговорен к 25 годам лишения свободы с отбыванием наказания в колонии строгого режима, Семакин к 23 годам, Шохирев — к 20 годам (в дальнейшем Верховный суд в отношении всех троих переквалифицировал обвинение в похищении человека на организацию похищения, после чего снизил меру наказания Сахнову с 25 до 22 лет, Семакину с 23 до 20 лет, Шохиреву с 20 до 17 лет.). Остальные осужденные были приговорены к различным срокам заключения (от 8 до 20 лет лишения свободы). Кроме того, суд назначил каждому осужденному штраф в размере 250—500 тысяч рублей.
Главным свидетелем обвинения на процессе был Юрий Масленников, имеющий статус особо важного свидетеля. Также показания против лидеров «Общака» на процессе давали приближенные Краба. После суда с Юрия Масленникова и его приближенных Олега Ильяшевича и Сергея Иванова был снят статус особо важных свидетелей, и Краб был объявлен в федеральный розыск. В сентябре 2009 года Масленников был арестован в Москве по подозрению в покушении на убийство, совершенное группой лиц и в соучастии в убийстве. Кроме того, Краб подозревался в двух эпизодах умышленного причинения легкого и тяжкого вреда здоровью и незаконном обороте оружия и боеприпасов.
В мае 2011 был вынесен приговор десяти участникам магаданского отделения «Общака». Двое из них были признаны виновными в организации преступного сообщества и приговорены к 11,5 и 10,5 годам колонии строгого режима. Остальных суд признал виновными в кражах, грабежах, разбоях и вымогательствах и приговорил к различным срокам заключения.
В том же году Хабаровский краевой суд осудил исполнителя убийства Александра Былкова и покушения на Сахно, киллера «крабовской» группировки Павла Тихомирова (кличка «Егерь»). Именно его явка с повинной и показания о том, что эти преступления ему заказывал Юрий Масленников, дали основания для преследования последнего. Сам Тихомиров вину признал полностью и сотрудничал со следствием. За соучастие в этих преступлениях, с учётом кассаций в Верховном суде, Егерь был приговорен к 12 с половиной годам колонии строгого режима.
В апреле 2013 года был приговорен к 19 годам лишения свободы в исправительной колонии строгого режима «смотрящий» за Сахалином от «Общака» с 1992 по 2006 год Ким Чер Су по прозвищу Черс. По словам прокуратуры Ким Чер Су, используя поддержку воров в законе, объединил самостоятельные организованные преступные группы, действовавшие на территории Сахалинской области, и стал руководить ими.
В 2006 году деятельность группировки «Общак» была пресечена. Однако главарю банды удалось ускользнуть от оперативников: он покинул Сахалин и был объявлен в международный розыск. В 2012 году Черс сам вернулся на остров и был задержан.
В ходе расследования Ким Чер Су инкриминировали ч. 1. ст. 210 (организация преступного сообщества) и ч. 3 ст. 166 (угон автомобилей, совершенный организованной группой лиц) УК РФ. Как пояснил представитель областной прокуратуры: «В период с 2004 по 2006 годы под руководством Ким Чер Су члены „Общака“ совершили серию угонов дорогостоящих внедорожников японского производства, которые впоследствии за денежные вознаграждения возвращались их владельцам».
Как руководитель сахалинского отделения «Общака» Ким Чер Су распределял доходы от преступной деятельности; производил отчисления в «воровскую кассу», контролируемую «ворами в законе»; проводил собрания руководителей организованных преступных групп; лично руководил преступной группой, действовавшей в областном центре. Помимо того он осуществлял контроль за распределением доходов, полученных в результате преступной деятельности, за так называемую «общую кассу» или «общак». Руководители организованных групп являлись лицами, приближенными к ним, назначались и смещались только ими, только им подчинялись и перед ними отчитывались за исполнение их указаний и поручений.
Идеологическая система «воровских» понятий и традиций, разработанная Ким Чер Су, получила широкое распространение в исправительных учреждениях Федеральной службы исполнения наказаний и следственных изоляторах, расположенных на территории Сахалинской области.

Помимо того для вовлечения в преступную деятельность им была организована работа с несовершеннолетними лицами, обучающимися в учебных заведениях: 

## В массовой культуре
- Книга Владимира Податева «Путь к свету»[16].
- Книга Вадима Курасова «Последний эшелон» 2020 года[17].
- Телесериал «Лихие» режиссёра Юрия Быкова 2024 года[18][19].